# جزیره برینگ

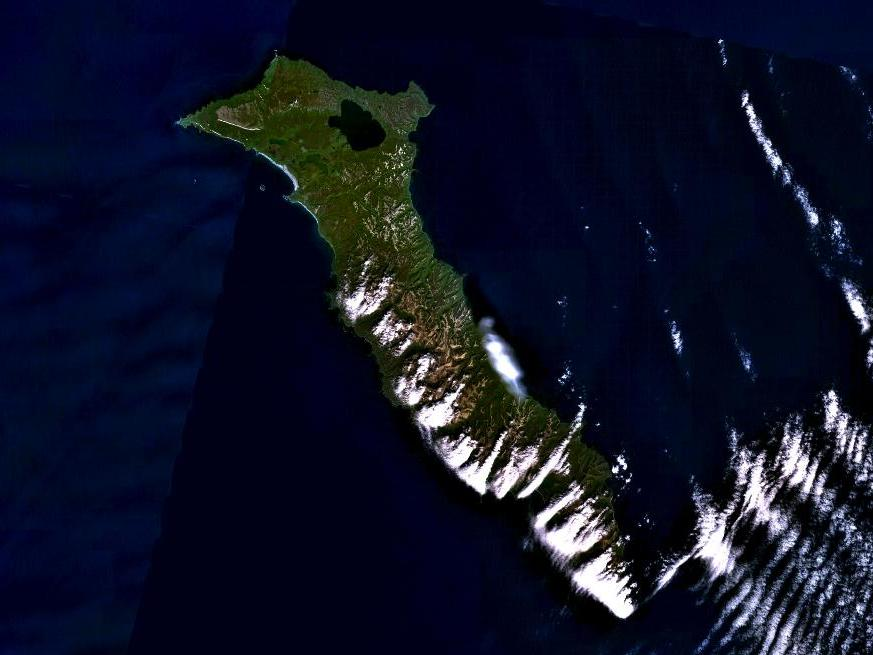
نمای ماهواره‌ای جزیره برینگ

جزیره برینگ (به لاتین: Bering Island) یک جزیره در روسیه است که در سرزمین کامچاتکا واقع شده‌است. این جزیره با ۹۰ کیلومتر طول و ۲۴ کیلومتر عرض، بزرگترین جزیره از جزایر کامندر است. جزیره برینگ فاقد درخت بوده و شرایط اقلیمی شدید را تجربه می‌کند. بادهای شدید و مه بخشی از آب‌وهوای این جزیره است و در آن زمین‌لرزه های مختلفی رخ می‌دهد.